# Râul Măcicaș, Covasna
Râul Măcicaș este un curs de apă, afluent al râului Valea Mare. 